# Artéria torácica superior
A artéria torácica superior é um pequeno vaso, que muitas vezes surge da artéria toracoacromial.
Corre adiante e medialmente pela borda superior do músculo peitoral menor, passando entre ele o músculo peitoral maior para o lado do peito.
Ela dá ramos para esses músculos, e para as paredes do tórax, e se anastomosa com a artéria mamária interna e artéria intercostal.